# Idioma kãkwã
El idioma kãkwã o cacua es hablado por los Kãkwã en el Vaupés, entre los ríos Querarí y Papurí. Es una lengua tonal, de la familia makú, estrechamente relacionada con el idioma nukak.

## Características gramaticales
La sintaxis es relativamente simple y directa y el orden preferido de la oración es sujeto-objeto-verbo SOV, aunque a menudo se permiten órdenes alternativos. La palabra consta de raíces, mínimo una, más elementos adicionales como una gran cantidad de afijos. La morfología de Kakua es muy fija, la mayoría de los afijos son sufijos derivacionales y flexivos, y otros formativos. Los prefijos se producen sólo en la frase verbal y su número es mucho menor que el de los sufijos. La morfología del verbo es mucho más compleja que la de los sustantivos, tanto en cuanto a la inflexión como a la derivación.
Los morfemas se pueden dividir en libres y ligados. Los libres son raíces monomorfemicas, que pueden representar sustantivos, adjetivos, adverbios o partículas. Las raíces verbales requieren como regla general estar ligadas y no pueden ocurrir como morfemas libres. Hay tres tipos de morfemas ligados: las raíces, los afijos y los clíticos, que se registran como una palabra separada, pero que en realidad son parte de la palabra anterior o siguiente.
La incorporación nominal hace posible tener una oración en una palabra: [ʔã-pî-tak-p↓ɨd-ʍ↓ɨb-beh-ep-ta-yɨ?-bě] = "él dio la vuelta y regresó y yo lo vi".

## Fonología

### Vocales
Tiene seis vocales (alta anterior cerrada, alta central no redondeada, posterior alta redondeada, media anterior cerrada, posterior media redondeada y central baja).
| Vocal    | Anteriores | Centrales | Posteriores |
| Cerradas | i          | ɨ         | u           |
| Medias   | e          |           | o           |
| Abiertas |            | a         |             |

Todas estas vocales orales tienen una contraparte nasal: ĩ, ɨ̃, ũ, ẽ, õ, ã.

### Consonantes
Katherine Bolaños presenta los siguientes fonemas consonánticos del kãkwã.
| Consonante                | labial | alveolar | palatal | velar | glotal |
| oclusivas sordas          | p      | t        |         | k     | ʔ      |
| africadas sordas          |        |          | ʧ       |       |        |
| oclusivas sonoras         | b      | d        |         | ɡ     |        |
| oclusivas glotalizadas    | (bʼ)   | (dʼ)     |         | (ɡʼ)  |        |
| fricativas sordas         | fʷ     |          |         |       | h      |
| lateral                   |        | l        |         |       |        |
| aproximantes              | w      |          | j       |       |        |
| aproximantes glotalizadas | (wʼ)   |          | (jʼ)    |       |        |

Marylin Cathcart en su análisis no consideró las cinco consonantes glotalizadas como fonemas, sino que las analizó como secuencias consonánticas con la oclusiva glotal /ʔ/, que ocurren sólo en posición final de la sílaba.
[ʧ] en Wacará, es [ʦ] en Pueblo Nuevo. La lateral /l/ entre dos vocales varía libremente con la vibrante simple [ɾ] y nunca ocurre al final del morfema.
La fricativa labializada sorda /fʷ/ sólo ocurre en posición inicial ([fiʔ̃̌])= "nuestro") y varía libremente con [f] y [ɸ], y parece haber sustituido a la aproximante bilabial-velar sorda /ʍ/ ([ʰw]), registrada en 1979 por Cathcart (/ʍiʔ̃̌/= "nuestro"). Podemos ver los cambios de este fono ʍ:
|                     | Cacua 1979 | Kãkwã 2016 | Nɨkãk    |
| "Nosotros"          | ʍît        | fʷît       | wît      |
| prefijo verbal 1PL- | ʍiʔ̃̌-       | fĩ-        | hi-      |
| "Nuestro"           | ʍîʔ        | fĩʔ̃̌        | wĩʔ / hi |

### Nasalización
La nasalización es una propiedad prosódica del morfema que afecta a todos sus segmentos, excepto las oclusivas sordas y el deslizamiento glotalizado en posición inicial. Las oclusivas sonoras /b/, /d/, /g/ se realizan como nasales [m], [n, [ŋ] en ambiente nasal con vocal nasal, prenasalizadas al comienzo de la palabra y postnasalizada al final de palabra;  y la aproximante /j/ se realiza como nasal [ɲ] en ambiente nasal, se realiza como palatal sonora [ʤ] al inicio de segmentos orales. Cinco sufijos se nasalizan cuando están ligados a segmentos nasales, mientras que otros tienen siempre un carácter oral o nasal.

### Tono
El tono es otra característica suprasegmental con carácter fonético. El kãkwã registra tres tonos contrastantes: ascendente /ě/, descendente /ê/ y bajo /è/. El tono alto [é] es una realización en sílabas cerradas en segmentos bisílabos del tono descendente, por ejemplo en /HLhagap/ [hágàp̚] ("araña"), o del ascendente, por ejemplo /LHjegeʔ/ [nʤègéʔ].